# 奎瓦病毒属
奎瓦病毒属（学名：Cuevavirus）是丝状病毒科下的一个属。

## 下属物种
本属包括以下物种：
- 雨洞病毒 Lloviu cuevavirus ，LLOV